# Korupcijas novēršanas un apkarošanas birojs
Korupcijas novēršanas un apkarošanas birojs (Bureauet for forebyggelse og bekæmpelse af korruption, forkortet KNAB) er en specialiseret anti-korruptionsenhed i Letland. Enhedens formål er at bekæmpe korruption i Letland på en koordineret og omfattende måde ved hjælp af forebyggelse, undersøgelse og undervisning. KNAB etableredes i oktober 2002 og er fuldt ud operationel siden februar 2003.
KNAB er en uafhængig offentlig institution under tilsyn af Letlands regering. Tilsynet med KNAB udføres af Letlands premierminister. Tilsynet er begrænset til kontrol af lovligheden af KNABs afgørelser. KNAB fungerer også som et førretsligt organ og besidder traditionel udøvende magt.
Den nuværende fungerende direktør for KNAB er Juta Strīķe, som udnævntes den 16. juni 2011 efter afskedigelsen af Normunds Vilnītis.

## Tidligere direktører
- Aleksejs Loskutovs, 2003 – 29. juni 2008
- Normunds Vilnītis, 12. marts 2009[2] – 16. juni 2011